# Хан ам Зе
Хан ам Зе (њем. Hahn am See) општина је у њемачкој савезној држави Рајна-Палатинат. Једно је од 192 општинска средишта округа Вестервалд. Према процјени из 2010. у општини је живјело 421 становника. Посједује регионалну шифру (AGS) 7143232.

## Географски и демографски подаци
Хан ам Зе се налази у савезној држави Рајна-Палатинат у округу Вестервалд. Општина се налази на надморској висини од 394 метра. Површина општине износи 3,7 km². У самом мјесту је, према процјени из 2010. године, живјело 421 становника. Просјечна густина становништва износи 114 становника/km².